# 維赫蒂

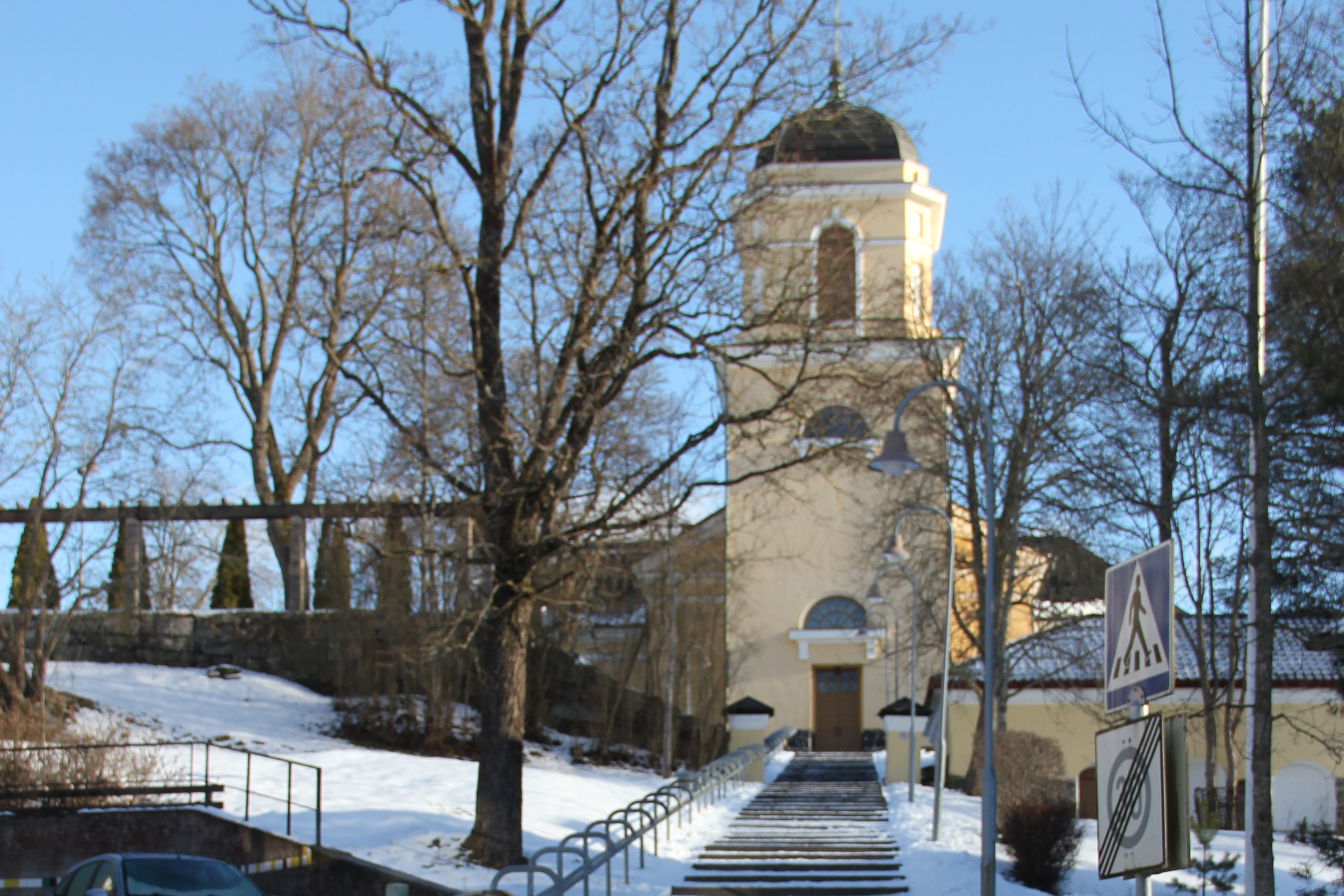
維赫蒂教堂

維赫蒂（芬蘭語：Vihti）是芬蘭新地區的市鎮，位於該國南部，距離首都赫爾辛基約50公里，始建於1867年，面積567平方公里，2013年人口28,750，人口密度為每平方公里55.07人。

## 外部連結
- 維赫蒂市镇官方网站 （页面存档备份，存于） （文）